# Reino de Ryukyu
O Reino de Ryukyu ou Reino das Léquias (em japonês:  琉球王国 , transl. Ryūkyū Ōkoku; Oquinauano: 琉球國 Ruuchuu-kuku; chinês tradicional: 琉球國, chinês simplificado: 琉球国) foi um reino independente que ocupou grande parte das Ilhas Ryukyu ou Léquias do século XV ao século XIX. Os reis de Ryukyu unificaram a Ilha de Okinawa e estenderam o reino das Ilhas Amami até as Ilhas Sakishima, perto de Taiwan. Apesar de relativamente pequeno, o reino era centro de uma rede de comércio marítimo entre a Ásia oriental e o Sudeste Asiático.
O Reino das Léquias é referido em relatos portugueses do século XVI. O abano léquio deu origem à palavra portuguesa leque.

## História

### Origens do Reino
No século XIV, pequenos domínios espalhados pela ilha de Okinawa foram unificados em três principados: Hokuzan (北山, "Montanha do Norte"), Chūzan (中山, "Montanha Central") e Nanzan (南山, "Montanha do Sul"). Essa era foi conhecida como Período dos Três Reinos ou como Período Sanzan. Hokuzan, que compreendia a maioria do norte da ilha, era o maior em termos de área e força militar, mas era economicamente o mais fraco. Nanzan compreendia a porção sul da ilha. Chūzan se situava no centro da ilha e era economicamente o mais forte. Com sua capital em Shuri, Nanzan estava próxima do porto de Naha e de Kume-mura, o centro de educação tradicional chinesa.
A pedido do rei de Ryukyu, a China (sob a dinastia Ming) mandou 36 famílias de Fujian para administrar transações oceânicas no reino em 1392, durante o reinado do imperador Hongwu. Muitos oficiais e burocratas de Ryukyu eram descendentes desses imigrantes chineses, tendo nascido na China ou tendo antepassados chineses. Eles auxiliaram o reino em suas relações diplomáticas e no avanço de suas tecnologias. De acordo com o funcionário imperial da dinastia Qing, Li Hongzhang, numa reunião com Ulysses S. Grant, a China tinha uma relação especial com o reino de Ryukyu, que pagava tributo há centenas de anos, e os chineses reservavam certos direitos comerciais para eles em uma relação amigável e benéfica.
Os três principados (federações tribais lideradas por grandes chefes) guerrearam e Chūzan saiu vitorioso. Os líderes de Chūzan foram reconhecidos pela China (sob a dinastia Ming) como os reis legítimos sobre os de Nanzan e Hokuzan, dando assim grande legitimidade sobre suas reivindicações. O líder de Chūzan passou o trono ao rei Hashi; Hashi conquistou Hokuzan em 1416 e Nanzan em 1429, unificando a ilha de Okinawa pela primeira vez e fundou a primeira dinastia Shō. Hashi foi concedido o sobrenome Shō (Chinês: "Shang") 尚 pelo imperador da dinastia Ming em 1421, passando a ser conhecido como Shō Hashi (Chinês: "Shang Bazhi") 尚巴志.

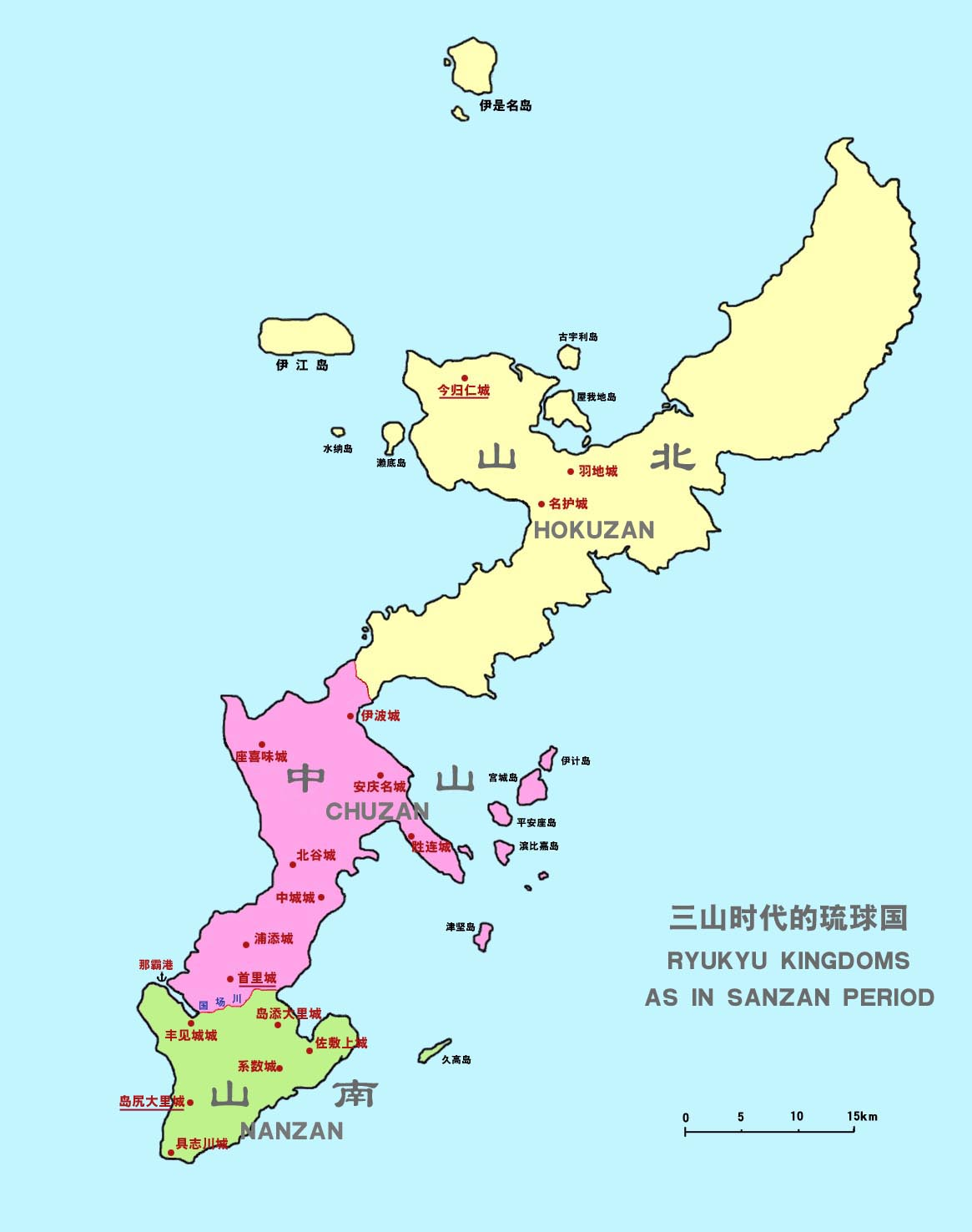
Mapa do Período Sanzan

Shō Hashi adotou o sistema de corte hierárquica chinês, construiu o Castelo de Shuri e a cidade como sua capital, e construiu o porto de Naha. Em 1469, quando o rei Shō Toku, que era neto de Shō Hashi, faleceu sem um herdeiro homem, um de seus servos alegou que era seu filho adotivo e ganhou apoio dos chineses. Este aspirante ao trono, Shō En, fundou a Segunda Dinastia Shō. A era de ouro de Ryukyu ocorreu durante o reino de Shō Shin, o segundo rei da nova dinastia, que reinou de 1478 a 1526.
O reino expandiu sua autoridade sobre as ilhas ao sul do arquipélago no final do século XV, e as Ilhas Amami foram incorporadas ao reino em 1571. Enquanto o sistema político e a autoridade de Shuri foram reconhecidas nas Ilhas Amami, a autoridade de Ryukyu sobre as Ilhas Sakishima ao sul permaneceu por séculos no nível de uma relação entre suserano e tributário.

### Era de ouro do comércio marítimo
Por quase duzentos anos, o Reino de Ryukyu prosperou como uma peça chave no comércio marítimo entre o sudeste e o oriente da Ásia. A relação tributária com a China (sob a dinastia Ming), iniciada por Chūzan em 1372, era de grande importância para o reino. A China provia embarcações para as atividades de comércio marítimo de Ryukyu, permitia que um número limitado de ryukyuanos estudassem na Academia Imperial em Pequim e formalmente reconhecia a autoridade do rei de Chūzan, permitindo que o reino fizesse comércio formalmente em portos sob o domínio de Ming. As embarcações de Ryukyu, normalmente concedidas pela China, comerciavam em portos das áreas próximas, que incluíam, além de outros, China, Vietnã, Japão, Java, Coreia, Luzón, Malaca, Pattani, Palimbão, Sião e Sumatra.

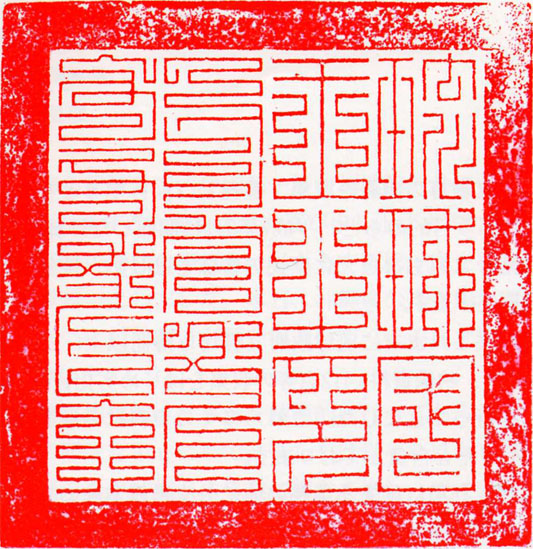
Selo real de Ryukyu

Produtos japoneses — prata, espadas, leques, artigos de laca, biombos — e produtos chineses — ervas medicinais, moedas cunhadas, cerâmica vidrada, brocados, tecidos — eram negociados no reino em troca de sapapeiras, chifres de rinoceronte, estanho, açúcar, ferro, âmbar cinzento, marfim indiano e incenso árabe. No total, 150 viagens entre o reino e o sudeste da Ásia foram registradas no Rekidai Hōan, um registro oficial de documentos diplomáticos compilados pelo reino, tendo ocorrido entre 1424 e 1630, sendo que 61 foram em destino de Sião, 10 para Malaca, 10 para Pattani e 8 para Java, entre outros.
A política chinesa de haijin (海禁, "proibições marítimas"), que limitava o comércio da China com seus estados tributários e outros com autorização formal, juntamente com o tratamento preferencial de Ryukyu pela corte de Ming, permitiu que o reino prosperasse por cerca de 150 anos. Porém, no final do século XVI, a prosperidade comercial do reino declinou. O aumento da ameaça dos wokou ("pirata japonês"), entre outros fatores, levou à perda gradual de tratamento preferencial vindo da China; o reino também sofreu com a competição de comerciantes portugueses.

### Invasão japonesa e subordinação

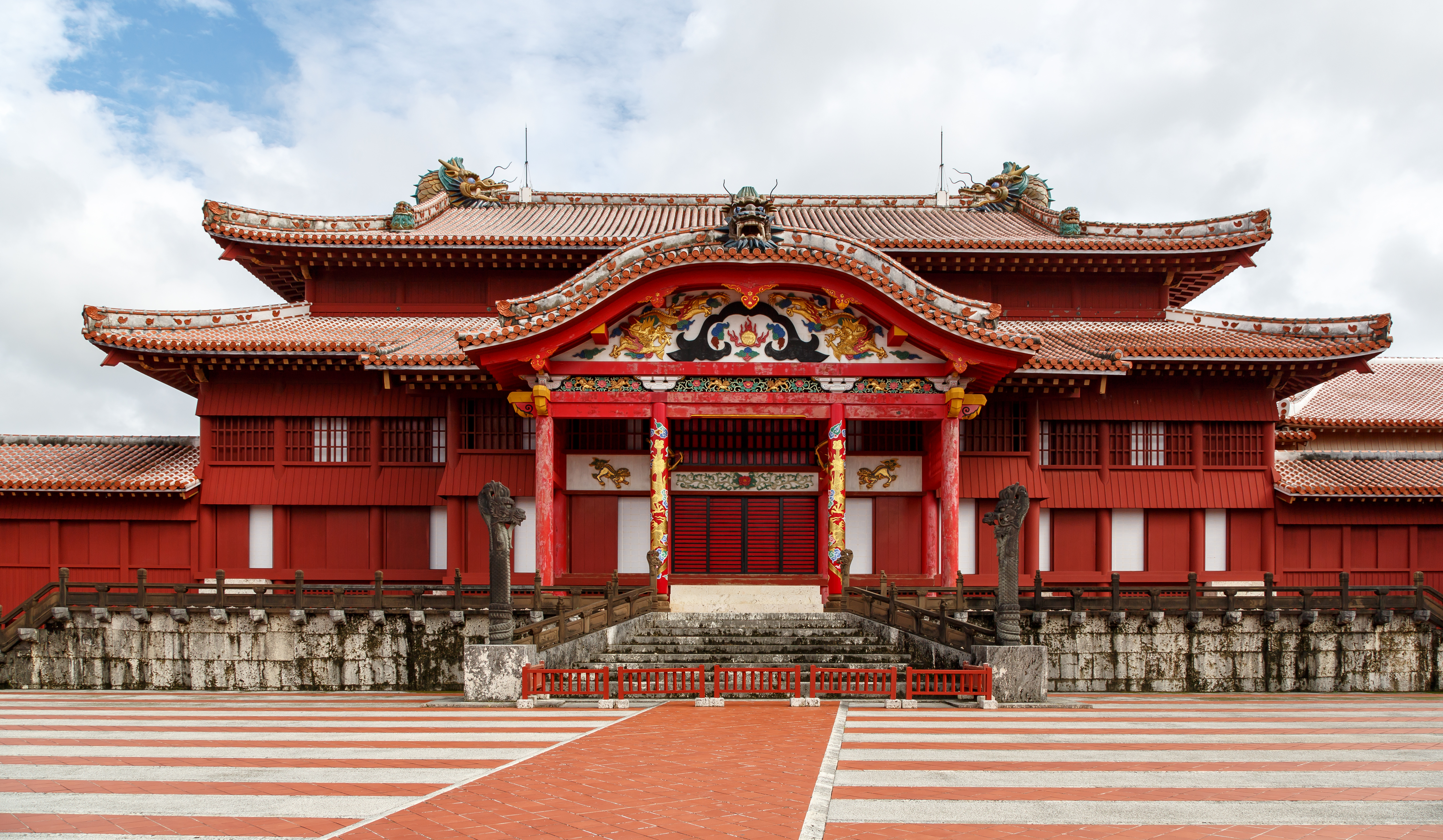
O prédio principal (Seidan) do Castelo de Shuri

Por volta de 1590, Toyotomi Hideyoshi pediu que o Reino de Ryukyu o apoiasse em sua campanha de conquista da Coreia. Se obtivesse sucesso, Hideyoshi pretendia então ir contra a China. Como o Reino de Ryukyu era um estado tributário da dinastia Ming, o pedido foi recusado. O xogunato Tokugawa que surgiu após a derrota de Hideyoshi autorizou que o clã Shimazu — senhores feudais do domínio de Satsuma (atualmente prefeitura de Kagoshima) — mandasse uma força expedicionária para conquistar Ryukyu. A invasão subsequente ocorreu em 1609, mas Satsuma permitiu que o Reino de Ryukyu entrasse num período de "subordinação dupla" entre Japão e China, no qual relações tributárias eram mantidas tanto com o xogunato Tokugawa quanto com a corte chinesa.
A ocupação ocorreu de maneira relativamente rápida, com algumas batalhas violentas, e o rei Shō Nei foi levado como prisioneiro primeiro para Satsuma e depois para Edo (atualmente Tóquio). O Reino de Ryukyu reconquistou um certo grau de autonomia quando o rei foi liberto dois anos depois; porém, o domínio de Satsuma tomou controle sobre uma parte do reino, notavelmente as Ilhas Amami, que foram incorporadas a Satsuma e permanecem como parte da prefeitura de Kagoshima, não de Okinawa, até hoje.

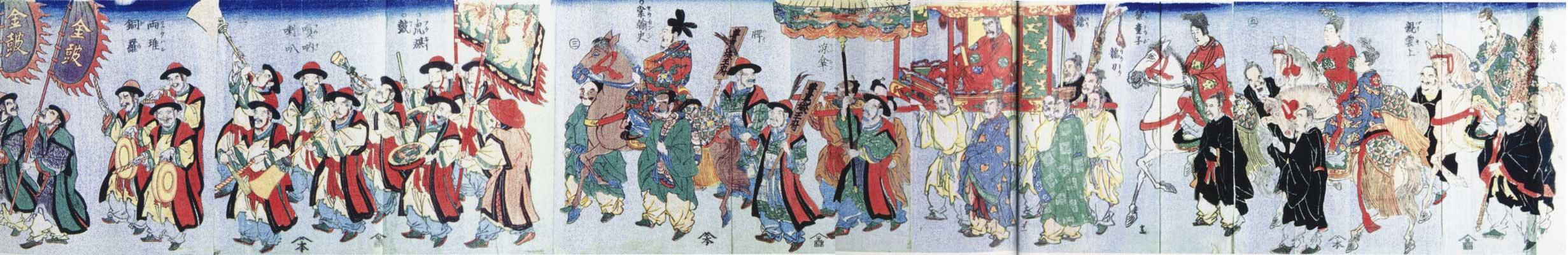
Missão ryukyuana em Edo (1832)

### Relações tributárias
Em 1655, relações tributárias entre Ryukyu e a dinastia Qing foram formalmente aprovadas pelo xogunato. Isto foi visto como justificado, em partes pelo desejo do Japão de evitar conflitos militares com a dinastia Qing.
Já que a China proibia o comércio com o Japão, o domínio de Satsuma, com a bênção do xogunato de Tokugawa, se aproveitou das relações comerciais do Reino de Ryukyu para continuar mantendo comércio com a China. Considerando que o Japão tinha rompido laços com a maioria dos países europeus (exceto a Holanda), tais relações comerciais eram cruciais tanto para o xogunato quando para o domínio de Satsuma, que utilizaria seu poder e influência ganhados desta maneira, para auxiliar na derrota do xogunato nos anos 1860.

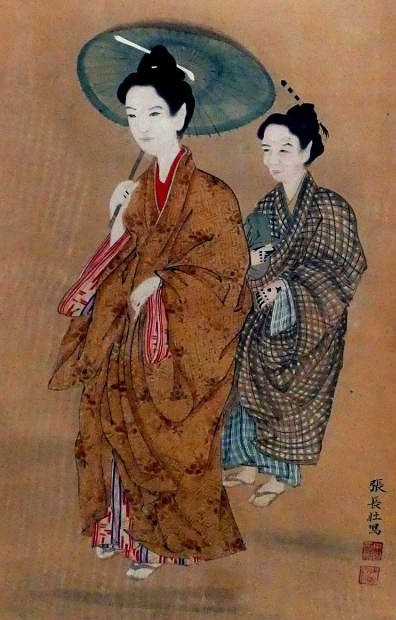
Vestimentas femininas ryukyuanas de um período tardio, que eram muito similares ao quimono japonês

O rei de Ryukyu era um vassalo do daimyō de Satsuma, mas suas terras não eram consideradas parte de nenhum han (feudo): até a anexação formal do arquipélago e a dissolução do reino em 1879, Ryukyu não era considerado parte do Japão, e o povo ryukyuano não era considerado japonês. Apesar de tecnicamente estar sob o controle de Satsuma, um grande grau de autonomia foi concedido ao reino para melhor servir aos interesses do xogunato e do daimyō de Satsuma sobre o comércio com a China. O Reino de Ryukyu era um estado tributário da China e, já que o Japão não mantinha relações diplomáticas formais com a China, era essencial que ela não percebesse que Ryukyu era controlado pelo Japão. Satsuma e o xogunato foram obrigados a não visivelmente ou forçosamente ocupar Ryukyu e controlar suas leis e políticas. A situação beneficiou todos os três — o Reino de Ryukyu, o daimyō de Satsuma, e o xogunato — a fazer Ryukyu parecer tão distinto e exótico quanto possível. Os japoneses eram proibidos de visitar Ryukyu sem permissão do xogunato e os ryukyuanos foram proibidos de adotar nomes, roupas e costumes japoneses. Eles eram até proibidos de mostrar conhecimento da língua japonesa durante suas viagens a Edo. O clã Shimazu, daimyōs de Satsuma, adquiriram grande prestígio fazendo passeatas do rei, dos oficiais e outras pessoas de Ryukyu dentro e através de Edo. Como era o único han a ter um rei e um reino inteiro como seus vassalos, Satsuma se beneficiou significativamente do exotismo de Ryukyu, reforçando que era um reino independente.
O Japão ordenou que as relações tributárias com a China fossem dissolvidas em 1875, pois a missão tributária de 1874 foi vista como uma mostra de submissão à China.

### Anexação pelo Império do Japão
Em 1872, o Imperador Meiji declarou que o reino havia se tornado o Domínio de Ryukyu. Ao mesmo tempo, a ficção de independência foi mantida por conta de razões diplomáticas, até que o governo Meiji dissolveu o Reino de Ryukyu quando as ilhas foram incorporadas à Prefeitura de Okinawa, em 27 de março de 1879. As Ilhas Amami se tornaram parte da prefeitura de Kagoshima.
O último rei de Ryukyu foi forçado a se mudar para Tóquio e foi concedido a classe de kazoku como Marquês Shō Tai. Seu falecimento em 1901 diminuiu as conexões históricas com o antigo reino. A família Shō hoje em dia vive normalmente no Japão. Muitos monarquistas fugiram para a China.

### Grandes eventos
- 1187 – Shunten torna-se Rei de Okinawa, com sua base no Castelo de Urasoe.
- 1272 – Emissários do Império Mongol são expulsos de Okinawa pelo rei Eiso.
- 1276 – Os mongóis são violentamente expulsos da ilha novamente.
- 1372 – O primeiro emissário da dinastia Ming visita Okinawa durante o período Sanzan. Relações tributárias formais com a China são iniciadas.[6]
- 1416 – Chūzan, liderado por Shō Hashi, ocupa o Castelo de Nakijin, capital de Hokuzan.[17]
- 1429 – Chūzan ocupa o Castelo de Nanzan, capital de Nanzan, unificando a ilha de Okinawa. Shō Hashi muda a capital para o Castelo de Shuri (atualmente parte de Naha).
- 1458 – Rebelião de Amawari contra o reino.
- 1466 – A ilha de Kikai é invadida por Ryukyu.
- 1470 – Shō En (Kanemaru) funda a Segunda Dinastia Shō.
- 1477 – Shō Shin, cujo reinado é chamado de "Grandes Dias de Chūzan", ascende ao trono.
- 1500 – As ilhas Sakishima são anexadas pelo Reino de Ryukyu.
- 1609 – (5 de abril) O Daimyō de Satsuma invade o reino. O Rei Shō Nei é capturado.
- 1611 – De acordo com o tratado de paz, Satsuma anexa as ilhas Amami e Tokara; os reis de Ryukyu tornam-se vassalos dos senhores de Satsuma.
- 1846 – Dr. Bernard Jean Bettelheim, um missionário protestante britânico junto da Missão Naval Loochoo, chega ao Reino de Ryukyu. Ele funda o primeiro hospital estrangeiro na ilha no templo de Naminoue Gokoku-ji.
- 1852 – O comodoro Matthew C. Perry da Marinha dos Estados Unidos visita o reino e estabelece uma estação de carvão em Naha.
- 1854 – Perry retorna a Okinawa para assinar o Pacto Loochoo com o governo ryukyuano; Bettelheim parte junto de Perry.
- 1866 – A última missão oficial da dinastia Qing visita o reino.
- 1872 – O Imperador Meiji unilateralmente declara o rei Shō Tai como "Líder do Domínio de Ryukyu".
- 1874 – A última missão tributária é enviada à China partindo de Naha. / Guilherme I da Alemanha constrói um "monumento de amizade" na ilha Miyako. / O Japão invade Taiwan através de Ryukyu.
- 1879 – O Japão dissolve o Domínio de Ryukyu e declara a criação da Prefeitura de Okinawa, formalmente anexando o arquipélago. O rei Shō Tai é forçado a abdicar, mas é concedido o título de marquês (侯爵 kōshaku) no sistema de nobreza Meiji.

## Lista de Reis Ryukyuanos
| Nome        | Caracteres chinesess | Reinado | Linhagem ou Dinastia | Notas |
| ----------- | -------------------- | ------- | -------------------- | ----- |
| Shunten     | 舜天                 | 1187–37 | Linhagem Tenson      |       |
| Shunbajunki | 舜馬順熈             | 1238–48 | Linhagem Tenson      |       |
| Gihon       | 義本                 | 1249–59 | Linhagem Tenson      |       |
| Eiso        | 英祖                 | 1260–99 | Linhagem Eiso        |       |
| Taisei      | 大成                 | 1300–08 | Linhagem Eiso        |       |
| Eiji        | 英慈                 | 1309–13 | Linhagem Eiso        |       |

| Tamagusuku | 玉城   | 1314–36   | Linhagem Eiso         |                    |
| Seii       | 西威   | 1337–54   | Linhagem Eiso         |                    |
| Satto      | 察度   | 1355–97   | Linhagem Satto        |                    |
| Bunei      | 武寧   | 1398–1406 | Linhagem Satto        |                    |
| Shō Shishō | 尚思紹 | 1407–21   | Primeira Dinastia Shō |                    |
| Shō Hashi  | 尚巴志 | 1422–29   | Primeira Dinastia Shō | como rei de Chūzan |

| Nome              | Caracteres chineses | Reinado                    | Linhagem ou Dinastia  | Notas                                                                      |
| ----------------- | ------------------- | -------------------------- | --------------------- | -------------------------------------------------------------------------- |
| Shō Hashi         | 尚巴志              | 1429–39                    | Primeira Dinastia Shō | como rei de Ryukyu                                                         |
| Shō Chū           | 尚忠                | 1440–42                    | Primeira Dinastia Shō |                                                                            |
| Shō Shitatsu      | 尚思達              | 1443–49                    | Primeira Dinastia Shō |                                                                            |
| Shō Kinpuku       | 尚金福              | 1450–53                    | Primeira Dinastia Shō |                                                                            |
| Shō Taikyū        | 尚泰久              | 1454–60                    | Primeira Dinastia Shō |                                                                            |
| Shō Toku          | 尚徳                | 1461–69                    | Primeira Dinastia Shō |                                                                            |
| Shō En            | 尚円                | 1470–76                    | Segunda Dinastia Shō  | também conhecido como Kanemaru Uchima                                      |
| Shō Sen'i         | 尚宣威              | 1477                       | Segunda Dinastia Shō  |                                                                            |
| Shō Shin          | 尚真                | 1477–1526                  | Segunda Dinastia Shō  |                                                                            |
| Shō Sei           | 尚清                | 1527–55                    | Segunda Dinastia Shō  |                                                                            |
| Shō Gen           | 尚元                | 1556–72                    | Segunda Dinastia Shō  |                                                                            |
| Shō Ei            | 尚永                | 1573–86                    | Segunda Dinastia Shō  |                                                                            |
| Shō Nei           | 尚寧                | 1587–1620                  | Segunda Dinastia Shō  | reinou durante a invasão de Satsuma; primeiro rei a ser vassalo de Satsuma |
| Shō Hō            | 尚豊                | 1621–40                    | Segunda Dinastia Shō  |                                                                            |
| Shō Ken           | 尚賢                | 1641–47                    | Segunda Dinastia Shō  |                                                                            |
| Shō Shitsu        | 尚質                | 1648–68                    | Segunda Dinastia Shō  |                                                                            |
| Shō Tei           | 尚貞                | 1669–1709                  | Segunda Dinastia Shō  |                                                                            |
| Shō Eki           | 尚益                | 1710–12                    | Segunda Dinastia Shō  |                                                                            |
| Shō Kei           | 尚敬                | 1713–51                    | Segunda Dinastia Shō  |                                                                            |
| Shō Boku          | 尚穆                | 1752–95                    | Segunda Dinastia Shō  |                                                                            |
| Shō On            | 尚温                | 1796–1802                  | Segunda Dinastia Shō  |                                                                            |
| Shō Sei (r. 1803) | 尚成                | 1803                       | Segunda Dinastia Shō  |                                                                            |
| Shō Kō            | 尚灝                | 1804–28                    | Segunda Dinastia Shō  |                                                                            |
| Shō Iku           | 尚育                | 1829–47                    | Segunda Dinastia Shō  |                                                                            |
| Shō Tai           | 尚泰                | 1848 – 11 de março de 1879 | Segunda Dinastia Shō  | último rei de Ryukyu                                                       |

### Citações
1. ↑  Henry., Tsai, Shih-shan (1996). The eunuchs in the Ming dynasty. New York: State University of New York Press. ISBN 0791426874. OCLC 32626529
2. ↑  Angela., Schottenhammer, (2007). The East Asian maritime world 1400-1800 : its fabrics of power and dynamics of exchanges. Wiesbaden: Harrassowitz. ISBN 9783447054744. OCLC 124038242
3. ↑  1953-, Deng, Gang, (1999). Maritime sector, institutions, and sea power of premodern China. Westport, Conn.: Greenwood Press. ISBN 0313307121. OCLC 40668148
4. ↑  Katrien., Hendrickx, (2007). The origins of banana-fibre cloth in the Ryukyus, Japan. Leuven [Belgium]: Leuven University Press. ISBN 9789461660497. OCLC 715172043
5. ↑  1822-1885., Grant, Ulysses S. (Ulysses Simpson),; 1939-, Marszalek, John F.,; Association., Ulysses S. Grant (1967–2012). The papers of Ulysses S. Grant. Carbondale: Southern Illinois University Press. ISBN 0809303663. OCLC 382397
6. 1 2 3 4 5  1931-1970., Matsuda, Mitsugu,; 1931-1970., 松田貢, (2001). The government of the kingdom of Ryukyu, 1609-1872 1st ed ed. Okinawa, Japan: Yui Pub. Co. p. 16. ISBN 4946539166. OCLC 50206194
7. ↑  «東南アジアと琉球». sitereports.nabunken.go.jp. Consultado em 23 de fevereiro de 2019
8. ↑  Sakamaki, Shunzo (maio de 1964). «Ryukyu and Southeast Asia». The Journal of Asian Studies. 23 (3). 383 páginas. doi:10.2307/2050757
9. ↑  1965-, Kang, David C. (David Chan-oong), (2010). East Asia before the West : five centuries of trade and tribute. New York: Columbia University Press. ISBN 9780231526746. OCLC 682881794
10. 1 2 3 4  H., Kerr, George (2012). Ryukyu kingdom and province before 1945. [S.l.]: Rarebooksclub Com. ISBN 1151288004. OCLC 933898051
11. ↑  松尾兼徳左近. (2005). The secret royal martial arts of Ryukyu. [S.l.]: Books on Demand. ISBN 3833419938. OCLC 778744684
12. ↑  «The Ryukyus and Taiwan in the East Asian Seas: A Longue Duree Perspective». apjjf.org. Consultado em 23 de fevereiro de 2019
13. ↑  Goodenough, Ward H. (maio de 1959). «GEORGE H. KERR. Okinawa: The History of an Island People. Pp. xviii, 542. Rut land, Vt.: Charles E. Tuttle Company, 1958. $6.75». The ANNALS of the American Academy of Political and Social Science. 323 (1): 165–165. ISSN 0002-7162. doi:10.1177/000271625932300125
14. ↑  Asakawa, K.; Papinot, E. (outubro de 1907). «Dictionnaire d'Histoire et de Geographie du Japon». The American Historical Review. 13 (1). 151 páginas. ISSN 0002-8762. doi:10.2307/1834907
15. ↑  John (26 de setembro de 2013). «The Forgotten Dynasty Of The Ryukyu Islands». Tofugu (em inglês). Consultado em 23 de fevereiro de 2019
16. ↑  «论战后琉球独立运动及琉球归属问题 - 百度文库». wenku.baidu.com. Consultado em 23 de fevereiro de 2019
17. ↑  Kōbun., Higa,; 1935-, Iwadare, Hiroshi,; 比嘉康文.; 1935-, 岩垂弘, (1993). Okinawa nyūmon Shohan ed. Tōkyō: Dōjidaisha. ISBN 4886832881. OCLC 31126807